# Стурзовка
Стурзовка, Стурзівка (рум. Sturzovca) — село у Глоденському районі Молдови. Утворює окрему комуну.

## Населення
За даними перепису населення 2004 року у селі проживали 4856 осіб; 2014 рік - 4158 осіб.
Національний склад населення села:
| 2004                 | 2004           | 2004      | 2014           | 2014      |
| національність       | кількість осіб | частка, % | кількість осіб | частка, % |
| -------------------- | -------------- | --------- | -------------- | --------- |
| українці             | 3194           | 65,8      | 2455           | 59,0      |
| молдавани румуни     | 1407 11        | 29,0 0,2  | 1547 13        | 37,2 0,3  |
| росіяни              | 225            | 4,6       | 114            | 2,7       |
| болгари              | 6              | 0,1       | 10             | 0,2       |
| гагаузи              | 3              | 0,1       | 3              | 0,1       |
| цигани               | 1              | < 0,1     | 0              | 0         |
| інша / без відповіді | 9              | 0,2       | 16             | 0,4       |
| Всього               | 4856           | 100       | 4158           | 100       |

Повсякденна мова мешканців села (2014, %):
| мова                 | кількість осіб | частка, % |
| -------------------- | -------------- | --------- |
| українська           | 2491           | 59,91     |
| молдовська/румунська | 962            | 23,14     |
| російська            | 665            | 15,99     |
| інші мови            | 4              | 0,10      |
| не вказали           | 36             | 0,87      |